# کراس‌اویا
کراس‌اویا (به انگلیسی: KrasAvia) یک شرکت هواپیمایی با کد یاتا K9 است که در ۱۹۵۶ میلادی تأسیس شده‌است. دفتر مرکزی کراس‌اویا در کراسنویارسک، روسیه واقع شده‌است و قطب این شرکت هواپیمایی در کراسنویارسک قرار دارد و به ۳۵ مقصد، پرواز انجام می‌دهد.